# Hospital Luis Carlos Lagomaggiore
El Hospital Luis Carlos Lagomaggiore es un hospital público de la ciudad de Mendoza, Argentina.

## Historia
El Hospital Luis Lagomaggiore es el principal nosocomio de maternidad pública de Mendoza y fue inaugurado en 1981.
Sus especialidades son Anestesiología, Cardiología, Cirugía general, Cirugía plástica y reparadora, Clínica médica, Dermatología, Neurología, Ortopedia y traumatología, Otorrinolaringología, Terapia intensiva, Tocoginecología y Salud Mental desde el 2016, donde se unen los servicios de Psicología y Psiquiatría.